# In a Perfect World
In a Perfect World è il primo album in studio del gruppo musicale rock irlandese Kodaline, pubblicato nel 2013.

## Tracce
1. One Day
2. All I Want
3. Love Like This
4. High Hopes
5. Brand New Day
6. After The Fall
7. Big Bad World
8. All Comes Down
9. Talk
10. Pray
11. Way Back When

## Formazione
- Steve Garrigan - voce, chitarra, armonica, tastiere
- Mark Prendergast - chitarra, cori, tastiere
- Vinny May - batteria, percussioni, cori
- Jason Boland - basso, cori

## Classifiche
| Classifica (2013) | Posizione raggiunta |
| ----------------- | ------------------- |
| Regno Unito       | 3                   |